# Андорра на літніх Олімпійських іграх 2004
Андорра на літніх Олімпійських іграх 2004 була представлена  Олімпійським комітетом Андорри (ОКА).

## Склад збірної

### Легка атлетика
| Спортсмен        | Змагання            | Попередній раунд | Попередній раунд | Чвертьфінали     | Чвертьфінали     | Півфінали        | Півфінали        | Фінал            | Фінал            |
| Спортсмен        | Змагання            | Результат        | Місце            | Результат        | Місце            | Результат        | Місце            | Результат        | Місце            |
| ---------------- | ------------------- | ---------------- | ---------------- | ---------------- | ---------------- | ---------------- | ---------------- | ---------------- | ---------------- |
| Антоній Бернардо | Марафон (чоловіки)  |                  |                  |                  |                  |                  |                  | 2:23:55          | 57               |
| Сильвіа Феліпе   | 1500 метрів (жінки) | 4:44.40          | 42               | Закінчила виступ | Закінчила виступ | Закінчила виступ | Закінчила виступ | Закінчила виступ | Закінчила виступ |

Крім цього були присутні запасні: Монтсеррат Пуйоль та Віктор Мартінес

### Дзюдо
| Спортсмен   | Категорія | Попередній раунд   | 1/32               | 1/16               | Чвертьфінали       | Півфінали          | Фінал              | Перший дод. раунд  | Втішний чвертьфінал | Втішний півфінал   | За 3 місце Фінал   |
| Спортсмен   | Категорія | Суперник Результат | Суперник Результат | Суперник Результат | Суперник Результат | Суперник Результат | Суперник Результат | Суперник Результат | Суперник Результат  | Суперник Результат | Суперник Результат |
| ----------- | --------- | ------------------ | ------------------ | ------------------ | ------------------ | ------------------ | ------------------ | ------------------ | ------------------- | ------------------ | ------------------ |
| Тоні Бесолі | До 90 кг  |                    | Джералдін (DOM)    | Закінчив виступ    | Закінчив виступ    | Закінчив виступ    | Закінчив виступ    | Закінчив виступ    | Закінчив виступ     | Закінчив виступ    | Закінчив виступ    |

### Плавання
| Спортсмен               | Змагання                    | Попередні запливи | Попередні запливи | Півфінали        | Півфінали        | Фінал            | Фінал            |
| Спортсмен               | Змагання                    | Результат         | Місце             | Результат        | Місце            | Результат        | Місце            |
| ----------------------- | --------------------------- | ----------------- | ----------------- | ---------------- | ---------------- | ---------------- | ---------------- |
| Осине Асианне Костянтин | 200 м комплексним плаванням | 1:00.38           | 36                | Закінчив виступ  | Закінчив виступ  | Закінчив виступ  | Закінчив виступ  |
| Кароліна Церкведа       | 100 м вільним стилем        | 1:00.38           | 48                | Закінчила виступ | Закінчила виступ | Закінчила виступ | Закінчила виступ |

### Стрільба
| Спортсмен               | Змагання | Кваліфікація | Кваліфікація | Фінал      | Фінал      |
| Спортсмен               | Змагання | Результат    | Місце        | Результат  | Місце      |
| ----------------------- | -------- | ------------ | ------------ | ---------- | ---------- |
| Франческо Репізо Ромеро | Треп     | 106          | 35-й         | Не пройшов | Не пройшов |

## Офіційні особи
- Президент: Jaume Martí Mandicó